# Silpa Bhirasri

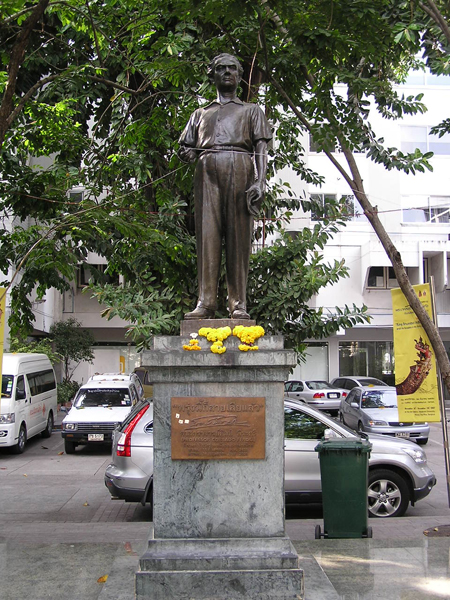
Estatua de Silpa Bhirasri en la Universidad de Silpakorn.

Silpa Bhirasri , de nacimiento Corrado Feroci, fue un escultor tailandés de origen italiano, nacido el año 1892 en Florencia y fallecido el 14 de mayo de 1962, que fundó en 1943 la Universidad de Silpakorn.

## Datos biográficos
Corrado Feroci nació el 15 de septiembre de 1892 en el barrio de San Giovanni en Florencia, Italia. Sus padres, Artudo y Santina eran comerciantes. En su juventud, disfrutó observando con pasión los trabajos de Miguel Ángel y Lorenzo Ghiberti que se encontraban en la catedral de Santa Maria del Fiore. Ansioso por seguir los pasos de estos grandes artistas, tuvo que enfrentarse a sus padres que querían su continuidad en la gestión de los asuntos de la familia.

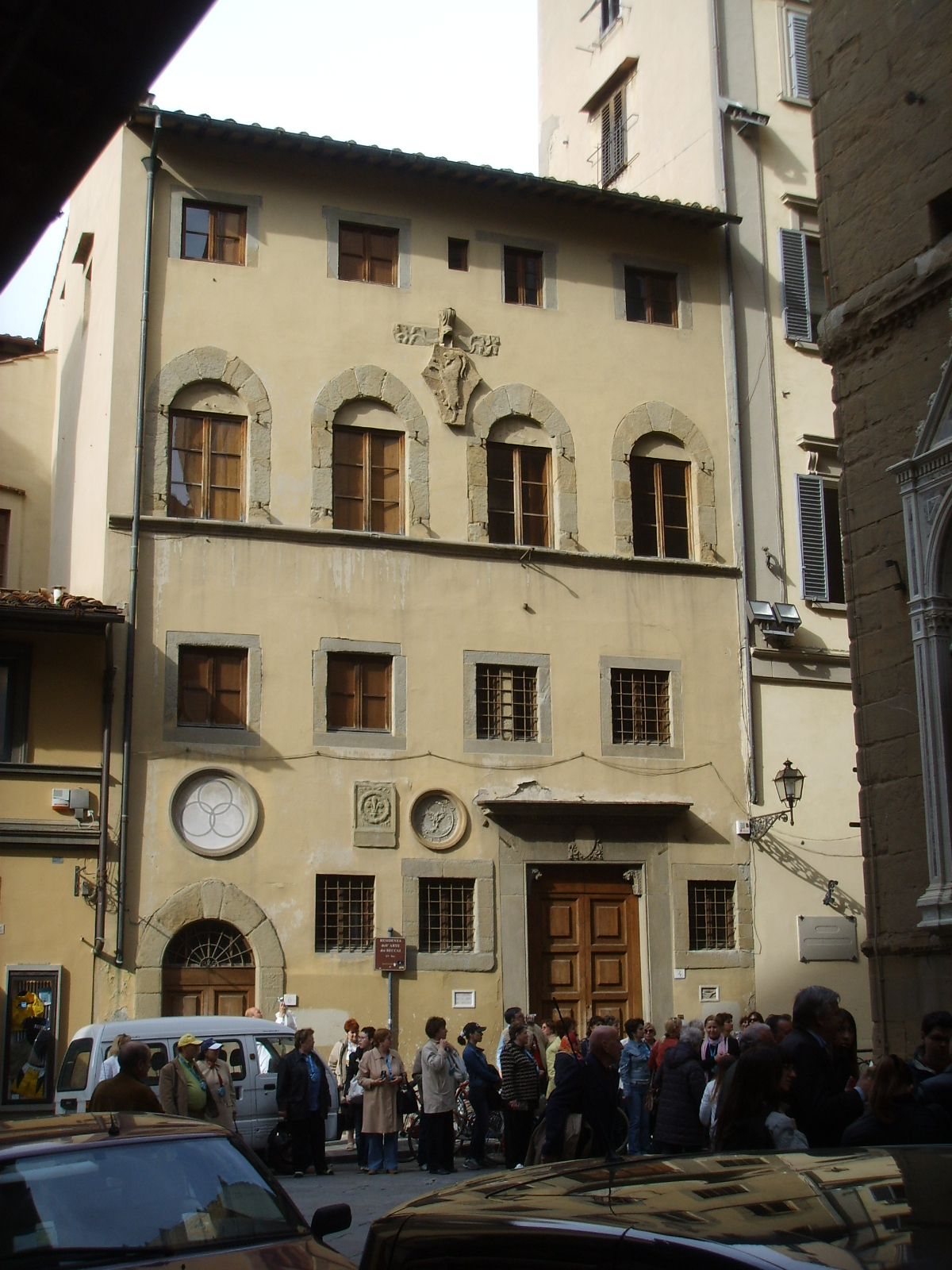
Sede de la Academia del Dibujo en Florencia.

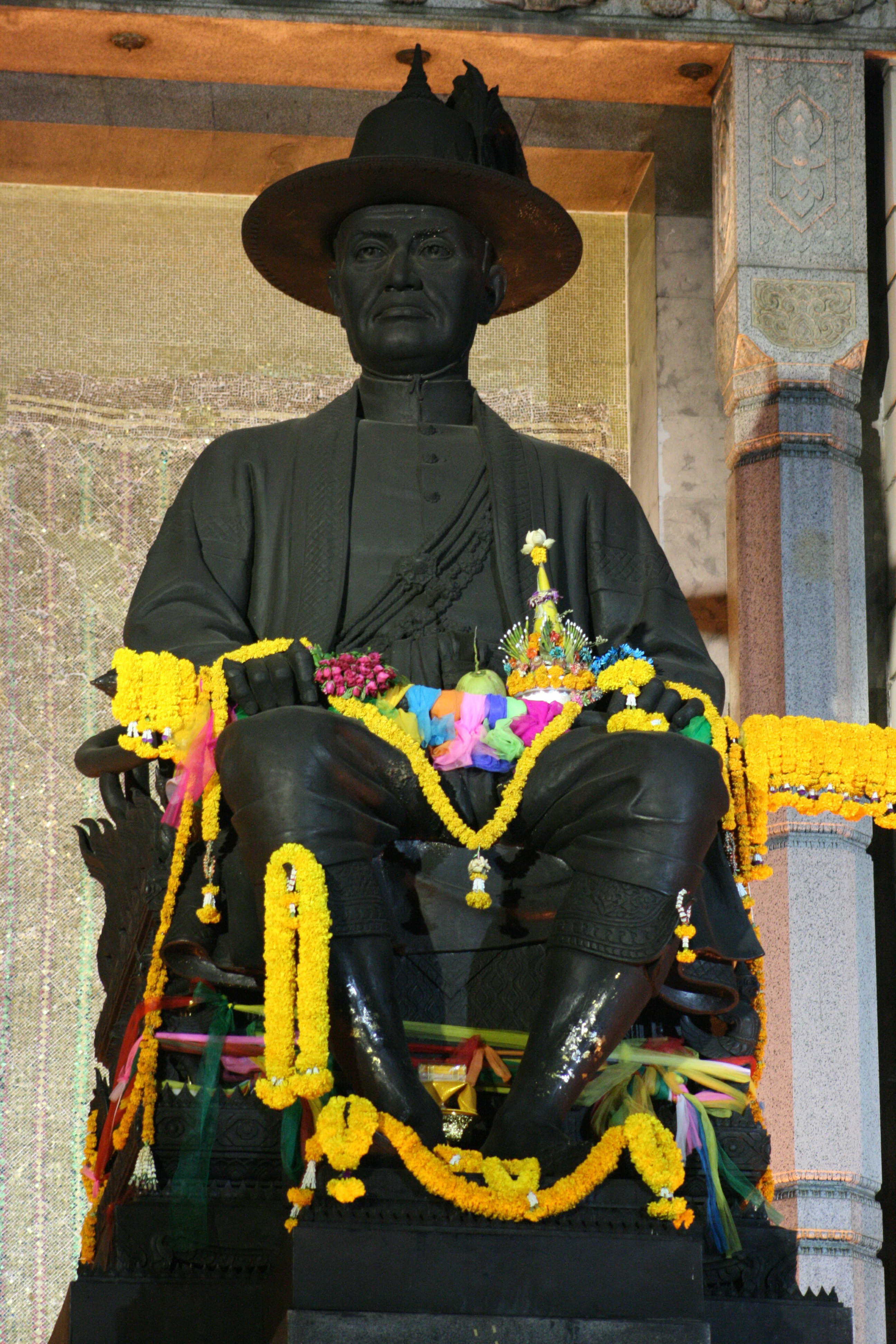
Estatua del rey Rama I de Tailandia

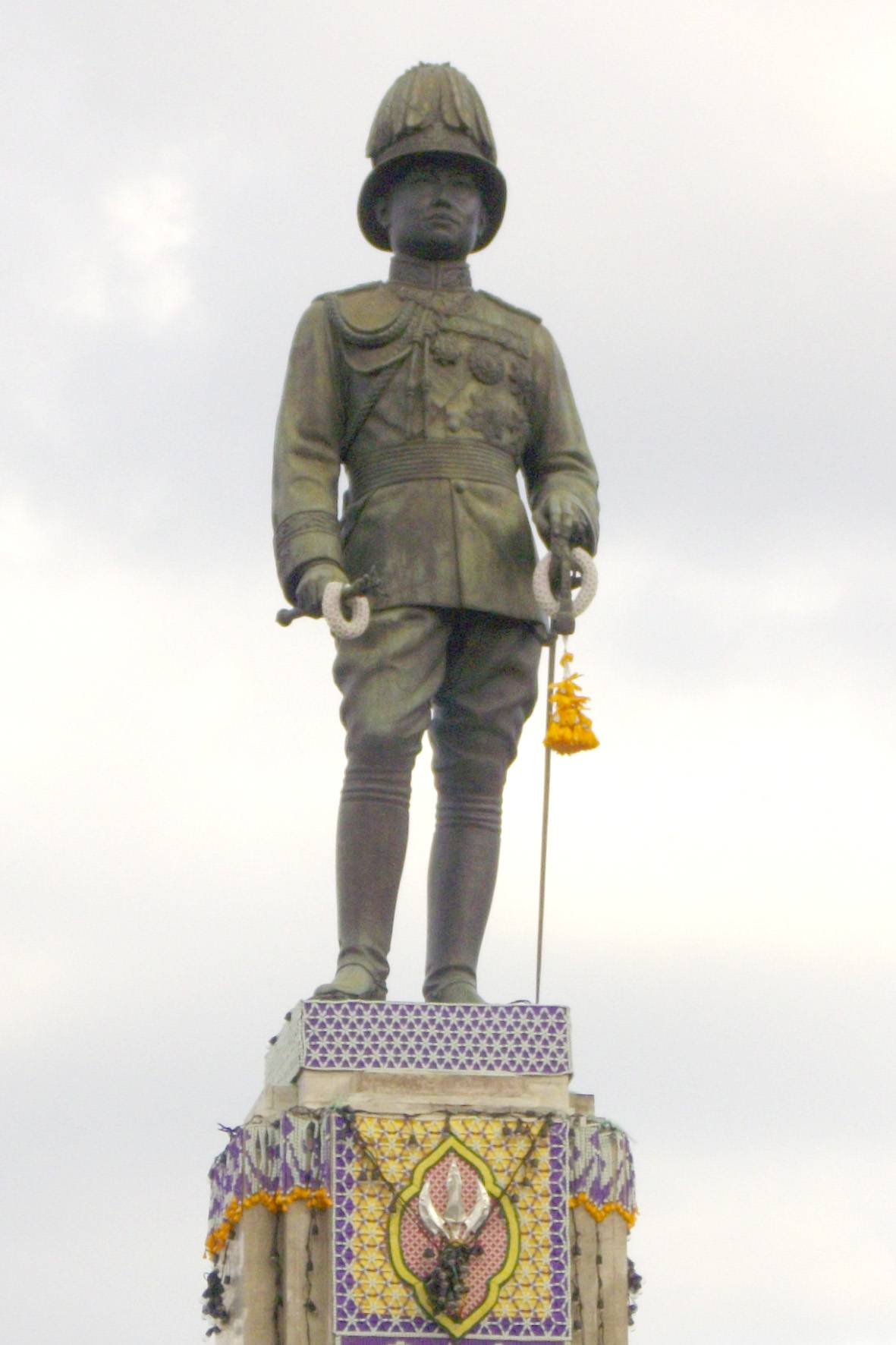
Monumento al rey Rama VI, en el parque Lumphini, Bangkok.

Así fue como, partiendo de su pasión por el arte, trabajó en los talleres de Florencia como asistente de artistas famosos y poco a poco acumuló el dinero para sus estudios.
En 1908, ingresó en la Real Academia de las Artes en Florencia, y en 1915 a la edad de 23 años, obtuvo el certificado en la especialidad de escultura. Con un buen conocimiento de historia, crítica de arte y filosofía, Feroci ganó el título de "Profesor". Experto en escultura y pintura, creó muchas obras y en varias ocasiones ganó primeros premios en concursos organizados por el gobierno italiano para el diseño de monumentos (por ejemplo, el monumento a los héroes de la Isla de Elba), que le dieron a conocer en toda Italia.
Enérgico y valiente, el joven profesor Corrado Feroci deseaba encontrar un país en el que poder desarrollar el desafío en su vida artística. El gobierno de Siam, durante el reinado de Rama VI, pidió al Gobierno italiano un escultor que pudiese realizar encargos estatales y enseñar el arte de estilo occidental. El gobierno italiano envió el perfil de Feroci junto al de otros artistas. El príncipe Narisranuvattiwongse eligió a Feroci. Corrado Feroci llegó a Siam con su esposa Fanny Viviani y su hija Isabel en barco. Trabajó como escultor en el Departamento de Bellas Artes del Ministerio de la Casa Real, el 14 de enero de 1923, a los 32 años.
En 1926, Corrado Feroci fue nombrado profesor de escultura en la División de Bellas Artes de la Real Academia de Siam. En 1938, la Escuela de Bellas Artes fue fundada por el Ministerio de Religión y de Educación Pública (actual Ministerio de Educación).
Durante la Segunda Guerra Mundial, después de la ruptura del Eje con Italia en 1943, Feroci podría haber sido prisionero de guerra del Japón, aliado de Tailandia, pero el Jefe del Departamento de Bellas Artes Luang Vichit Vadakan, le salvó, haciendo el cambio de nacionalidad: en Tailandia Feroci obtuvo un nuevo nombre,"Silpa Bhirasri".
La escuela de arte se convirtió el 12 de octubre de 1943 en la Universidad de Silpakorn: Silpa Bhirasri fue su primer director y el primer decano de la Facultad de Pintura y Escultura.
Después de la Segunda Guerra Mundial, la crisis económica golpeó con dureza a Bhirasri. Trató de ganar dinero mediante la venta de su coche e incluso de sus muebles, pero en vano. Finalmente, regresó con su familia a Italia. Sin embargo, echaba de menos Tailandia y quería terminar sus obras inconclusas. El funcionario del gobierno de Tailandia le solicitó por carta su regresar a Tailandia y se comprometió a aumentar su salario. Volvió a Tailandia en 1949 pero no su esposa Fanny, ni su hija Isabel, ni su hijo Romano (nacido en Tailandia). En 1959, Bhirasri se volvió a casar con Malinee Kenny, pero no tuvieron hijos.
El profesor Bhirasri apreció con pasión el arte tailandés. Lo investigó y le dedicó varios libros y artículos. También trató de cultivar el valor del arte tradicional tailandés. Representante de Tailandia, participó en varias conferencias de sobre este arte, por ejemplo en Venecia, Italia y en Viena, Austria, y estuvo dedicado a la difusión del arte tailandés tradicional y contemporáneo a nivel mundial.
Silpa Bhirasri fue el iniciador y soporte del arte contemporáneo tailandés. En 1948, se solicitó la participación de las artes por parte del gobierno: dibujo, pintura y escultura, con motivo de la celebración de la Constitución de Tailandia. Por último, la primera exposición nacional de arte se organizó en 1949 y continua hasta hoy. Este concurso permite a los artistas tailandeses mejorar sus habilidades y presentar su arte al público.
A los 69 años de edad, el 14 de mayo de 1962, Silpa Bhirasri murió de paro cardíaco después de la cirugía para el cáncer colorrectal en el Hospital Siriraj. La ceremonia de cremación iniciada con la "llama" dada por el rey Rama IX se llevó a cabo el 17 de enero de 1963 en el monasterio de Thephsirinthra. Silpa Bhirasri había pasado 38 años y cuatro meses de su vida ligado al arte tailandés.

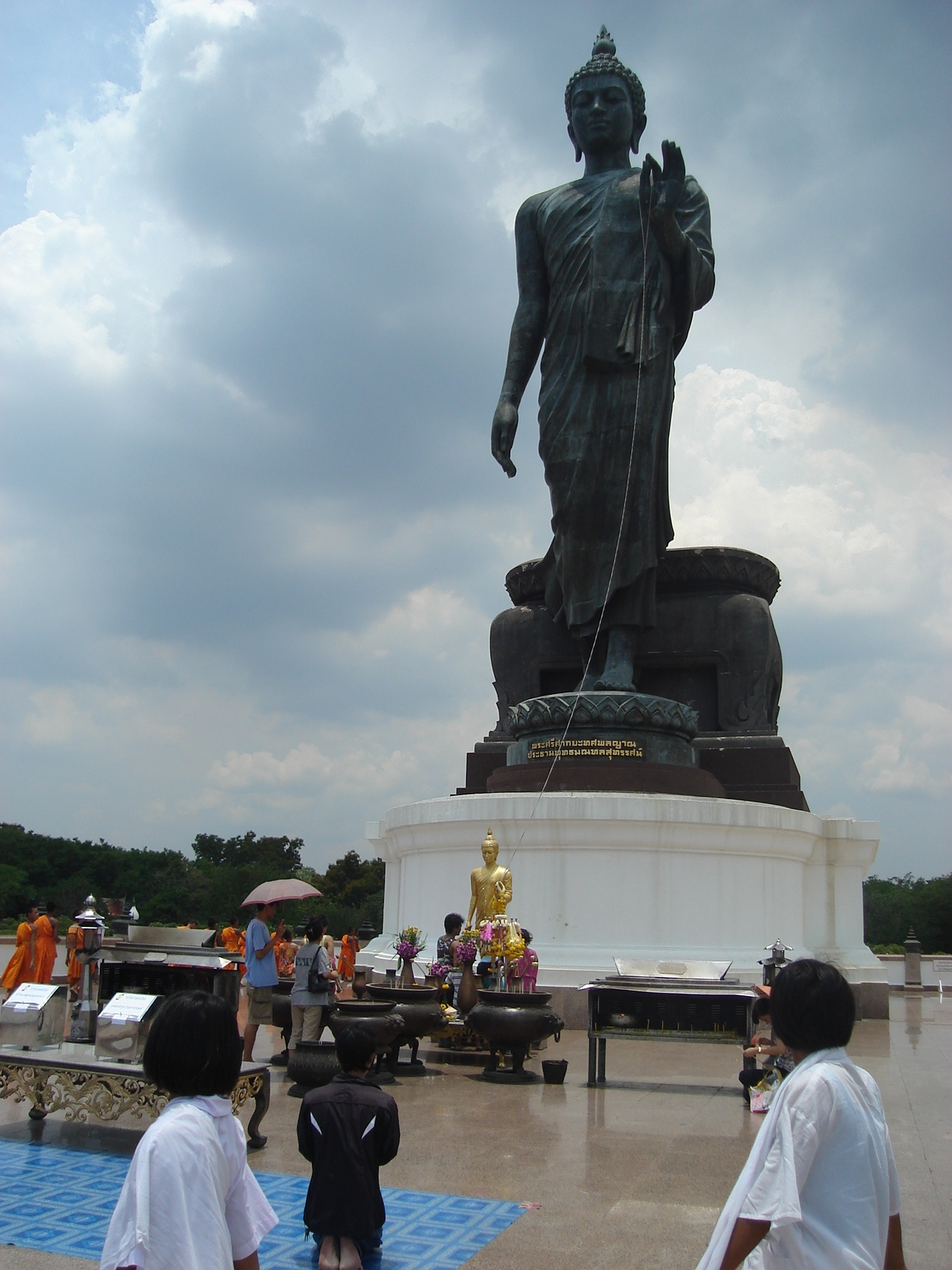
Estatua de Buda en la provincia de Nakhon Pathom.

## Obras de Silpa Bhirasri

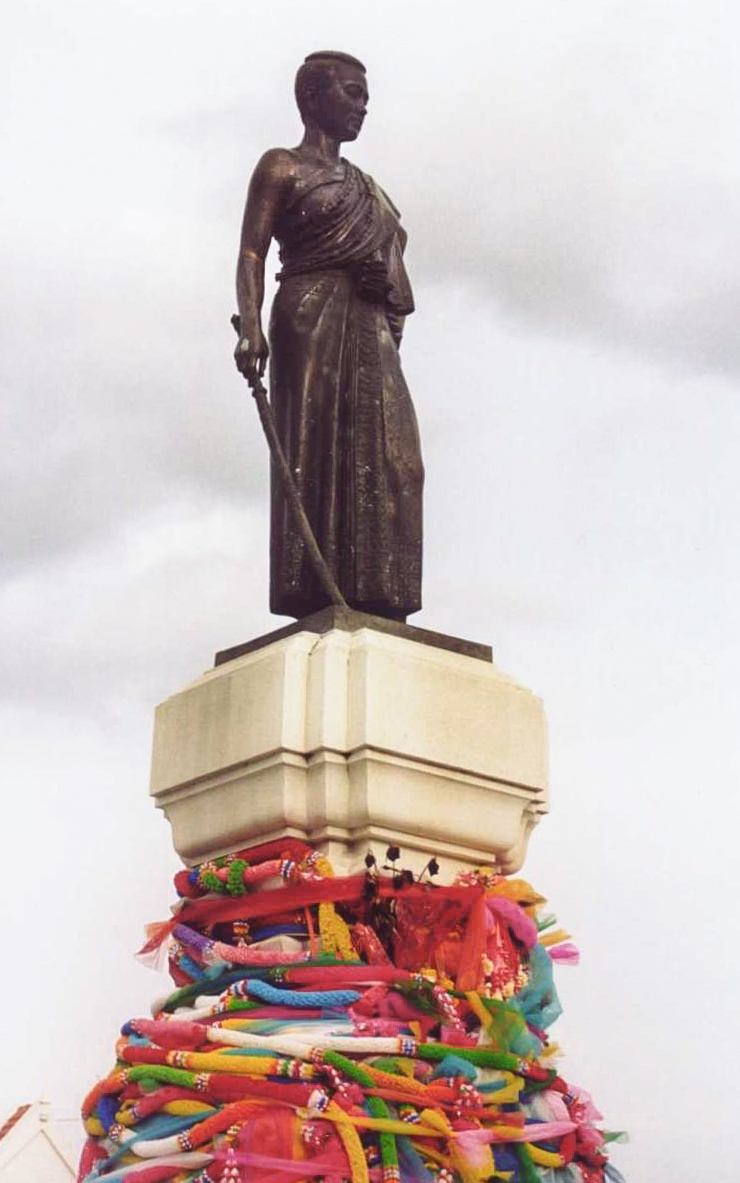
Monumento de la princesa Suranari, heroína de Nakhon Ratchasima (1934)

Entre las obras más conocidas se incluyen las siguientes:
- Esculturas del Monumento de la Victoria (1938)[8]

- Monumento de la democracia (1938)[9]

- Monumento del rey Taksin (1954)[10]

- Monumento del rey Naresuan el grande (1959)[11]

- Monumento del rey Rama VIII[12]

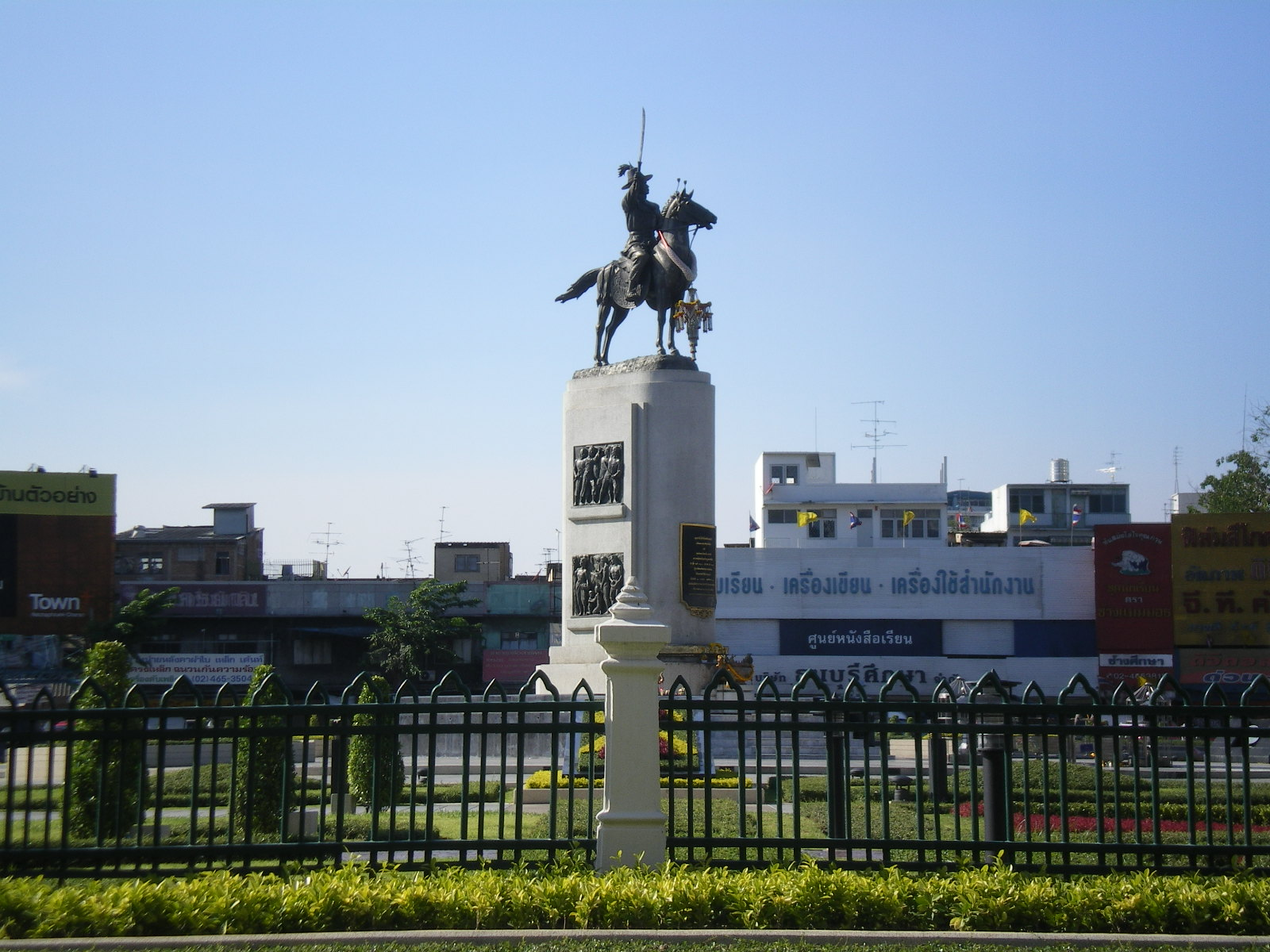
Monumento del rey Taksin (1954)
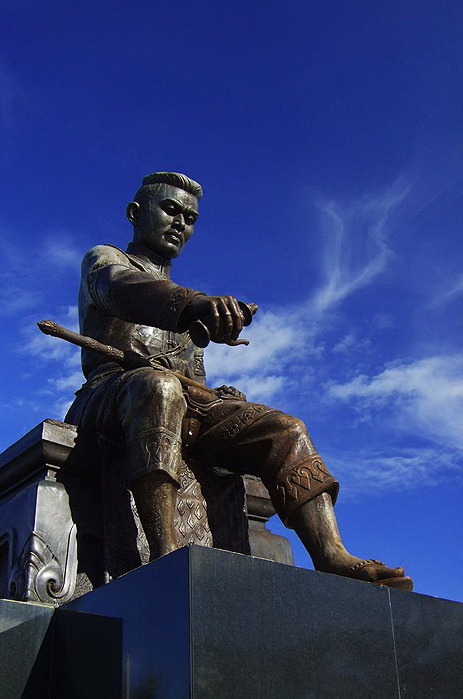
Monumento del rey Naresuan el grande
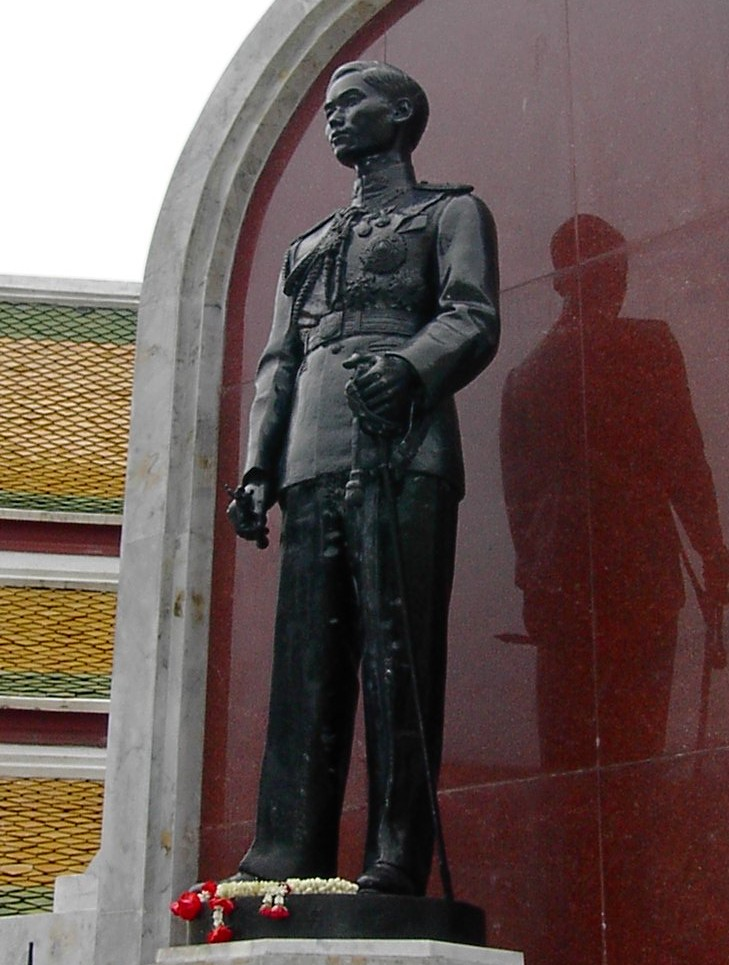
Monumento del rey Rama VIII

 Pulsar sobre la imagen para ampliar.